# Pilgrim River
Der Pilgrim River ist ein rund 90 Kilometer langer linker Nebenfluss des Kuzitrin Rivers auf der Seward-Halbinsel im Westen des US-Bundesstaats Alaska. 

## Verlauf
Der Pilgrim River bildet den Abfluss des Salmon Lakes. Er verlässt den See an dessen östlichem Ende, umfließt dann die Kigluaik Mountains, anfangs 20 Kilometer in ostnordöstlicher, später 20 Kilometer in nördlicher und schließlich in westlicher Richtung. Der Nome–Taylor Highway verläuft entlang dem Ober- und Mittellauf des Pilgrim Rivers. Die letzten 20 Kilometer schlängelt sich der Pilgrim River durch das Tiefland. Er weist dabei zahlreiche Mäander auf und bildet ein Geflecht von Flussarmen, die schließlich in den Kuzitrin River münden.  

## Name
Neben der Bezeichnung Pilgrim River besitzt der Fluss noch den Eskimo-Namen Kruzgamepa River.